# 坂本和彦 (環境化学者)
坂本 和彦（さかもと かずひこ、1945年 - ）は、日本の環境化学者。埼玉大学大学院理工学研究科教授を経て、同名誉教授。元埼玉県環境科学国際センター総長。元環境省中央環境審議会会長代理。埼玉大学重点研究テーマ「分子環境工学」領域リーダー（2006年4月-）。
専門分野は環境化学（大気汚染、酸性雨、地球温暖化の制御）、エアロゾル科学（エアロゾル計測や除去）、環境制御工学。光化学スモッグや酸性雨の発現機構解明と汚染制御手法の開発、黄砂と硫黄酸化物の反応、石炭クリーン燃料化、循環型汚染制御技術の開発、光触媒等による空気浄化を研究。

## 略歴
- 1968年 - 埼玉大学文理学部卒業
- 1970年 - 東京大学大学院理学系研究科博士前期課程修了
- 1973年 - 東京大学大学院理学系研究科博士後期課程修了。理学博士。
- 1977年 - 埼玉大学工学部助手
- 1986年 - 埼玉大学工学部助教授
- 1990年 - 埼玉大学工学部教授
- 1995年 - 埼玉大学大学院理工学研究科教授
- 2000年 - 埼玉大学地域協同研究センター長（-2002年）
- 2002年 - 埼玉大学工学部長（-2004年）
- 2011年 - 埼玉県環境科学国際センター総長
- 2015年 - 一般財団法人日本環境衛生センター アジア大気汚染研究センター所長、環境省中央環境審議会会長代理[1]

## 受賞
- 1993年 - 日本空気清浄協会奨励賞
- 1995年 - 日本空気清浄協会会長賞
- 1993年・1996年 - 中国国家環境保護局長表彰
- 1991年・1997年・1998年 - 日本エアロゾル学会井伊谷賞
- 1994年・1999年 - 日本エアロゾル学会論文賞
- 2000年 - 第27回環境賞（優秀賞）
- 2001年 - 大気環境学会学術賞
- 2001年 - 日本空気清浄協会会長奨励賞
- 2002年 - 日本エアロゾル学会功労賞
- 2003年 - 大気保全功労者環境省環境管理局長表彰
- 2004年 - 大気保全功労者環境大臣表彰
- 2007年 - 大気環境学会論文賞

## 著書
- 『身近な地球環境問題　-酸性雨を考える-』（共著） , コロナ社 , 1997年
- 『続　身近な地球環境問題　-酸性雨を考える-』（共著） , コロナ社 , 2002年

## 論文
- 「大気環境と水環境の保全」,生活と環境 59(8), 37-43, 2014
- 「大気汚染における粒子状物質とPM2.5」,化学物質と環境 (126), 1-4, 2014
- 「大気中における微小粒子状物質 (PM2.5) の動態」,大気環境学会誌 49(1), A2-A6, 2014
- 「微小粒子状物質(PM2.5)について  発生と制御」, Japan TAPPI journal 67(12), 1377-1381, 2013
- 「微小粒子状物質に関する問題の背景と現状」,環境管理 Environmental management 49(6), 4-13, 2013
- 「近年の大気汚染問題をめぐる状況と広域大気汚染総合対策への考え方」,日中環境産業 Japan-China environmental industry 48(9), 14-17, 2012
- 「光化学オキシダントとPM2.5に関わる今後の大気汚染対策」,47(4), 2012
- 「PM2.5と大気環境」,自動車工業, 6-11, 2012
- 「私の日中環境協力  人材養成と大気汚染制御」,空気清浄 49(1), 46-48, 2011
- 「多重管デニューダを用いた微小粒子中の有機炭素測定法の比較」（共著）,大気環境学会誌 Journal of Japan Society for Atmospheric Environment 46(3), 172-178, 2011
- 「酸性土壌におけるバイオブリケット燃焼灰と豚糞堆肥の同時施用が植物成長へ及ぼす影響」（共著）,大気環境学会誌 Journal of Japan Society for Atmospheric Environment 46(3), 148-155, 2011
- 「微小粒子状物質（PM2.5）の測定」,大気環境学会誌 Journal of Japan Society for Atmospheric Environment 46(2), 61-69, 2011
- 「微小粒子状物質（PM2.5）入門」,ペトロテック Petrotech 34(3), 193-197, 2011
- 「多重管デニューダを用いた微小粒子中の有機炭素測定法の比較」（共著）,大気環境学会誌 46(3), 172-178, 2011
- 「酸性土壌におけるバイオブリケット燃焼灰と豚糞堆肥の同時施用が植物成長へ及ぼす影響」（共著）,大気環境学会誌 46(3), 148-155, 2011
- 「飛行時間型エアロゾル質量分析計を用いた道路沿道における有機エアロゾル構成成分の推定」（共著）,エアロゾル研究 27(1), 62-70, 2011
- 「ディーゼル排気粒子中多環芳香族炭化水素の排出特性  酸化触媒の効果」（共著）,大気環境学会誌 Journal of Japan Society for Atmospheric Environment 45(3), 144-152, 2010
- 「汚染産業移転仮説と環境政策選択  地域間経済格差からみた中国の環境問題」（共著）,環境科学会誌 Environmental science 23(2), 67-80, 2010
- 「井伊谷賞その後 石炭-バイオマス成形炭利用による地域完結循環型総合環境保全対策」,エアロゾル研究 25(1), 79-81, 2010
- 「ディーゼル排気粒子中多環芳香族炭化水素の排出特性　一酸化触媒の効果　一酸化触媒の効果」（共著）,大気環境学会誌 45(3), 144-152, 2010
- 「群馬県平野部および山岳部における微小粒子状物質の季節特性」（共著）,大気環境学会誌 45(1), 10-20, 2010
- 「廃棄木質系バイオマスの炭化処理温度条件による各種炭化生成物への影響」（共著）,石炭科学会議発表論文集 (46), 118-119, 2009
- 「VOC分解のための反応活性霧の生成に関する基礎的検討」（共著）,ソノケミストリー討論会講演要旨集 (18), 71-72, 2009
- 「環境クズネッツ曲線からみた北京の大気汚染と制御戦略」（共著）,環境科学会誌 Environmental science 22(5), 348-361, 2009
- 「微小粒子状物質(PM2.5)に関する最近の動向と環境基準」,資源環境対策 45(9), 52-61, 2009
- 「大気微小粒子中のレボグルコサンと炭素成分に関する調査」,大気環境学会年会講演要旨集 (50), 526, 2009
- 「エアロゾル質量分析計とアニューラデニューダー-フィルターパック法による都市近郊大気観測」（共著）,大気環境学会年会講演要旨集 (50), 525, 2009
- 「北関東の高濃度光化学オキシダント事例における気塊流跡解析」（共著）,大気環境学会年会講演要旨集 (50), 473, 2009
- 「関東内陸部における水溶性有機エアロゾル成分の季節特性」（共著）,大気環境学会年会講演要旨集 (50), 464, 2009
- 「加熱脱着-GC/MSによるディーゼル排気粒子中PAHsの分析」（共著）,大気環境学会年会講演要旨集 (50), 404, 2009
- 「大気中に存在するPAHsの肺沈着への超微粒子の寄与の推算」（共著）,大気環境学会年会講演要旨集 (50), 359, 2009
- 「都市部道路端における浮遊粒子状物質中のイオン及び炭素成分の特性解析」（共著）,大気環境学会年会講演要旨集 (50), 295, 2009
- 「黄砂粒子上への低濃度SO₂及びHFの沈着に及ぼす相対湿度の影響」（共著）,大気環境学会年会講演要旨集 (50), 271, 2009
- 「微小粒子測定の今後の展望について」,大気環境学会年会講演要旨集 (50), 184-185, 2009
- 「計測に関する現状と今後の課題」,大気環境学会年会講演要旨集 (50), 66-67, 2009
- 「非海塩由来塩化物イオン沈着物に対するダイオキシン類対策および三宅島噴火の影響」（共著）,大気環境学会誌 44(4), 186-195, 2009
- 「大気中VOC組成と発生源寄与の解析」（共著）,大気環境学会誌 44(3), 136-146, 2009
- 「近年のガソリン車における規制・未規制大気汚染物質排出量と排出傾向」（共著）,大気環境学会誌 44(2), 102-116, 2009
- 「大気環境基準に関する研究調査」（共著）,大気環境学会誌 44(4), A8-A16, 2009
- 「非海塩由来塩化物イオン沈着物に対するダイオキシン類対策および三宅島噴火の影響」（共著）,大気環境学会誌 44(4), 186-195, 2009
- 「大気中VOC組成と発生源寄与の解析」（共著）,大気環境学会誌 44(3), 136-146, 2009
- 「酸化チタン含有ミストを用いたVOCガス分解処理プロセスの開発」（共著）,エアロゾル研究 24(3), 192-200, 2009
- 「インパクタフィルタの性能評価と大気中超微小粒子測定への応用」（共著）,エアロゾル研究 23(4), 278-288, 2008
- 「自動車排ガス規制と大気粒子状物質の組成変化」（共著）,混相流 Japanese journal of multiphase flow 22(4), 357-365, 2008
- 「光触媒含有霧を用いたVOC分解における物質種の影響」（共著）,ソノケミストリー討論会講演要旨集 (17), 86-87, 2008
- 「東京都心の微小粒子と成分濃度の長期（1994-2004）変動」（共著）,大気環境学会誌 43(6), 315-322, 2008
- 「公害から環境へ、そして未来へ」,大気環境学会誌 43(6), i-ii, 2008
- 「北京と東京における都市大気エアロゾル中の炭素成分の特徴」（共著）,エアロゾル研究 Journal of aerosol research 23(3), 194-199, 2008
- 「家庭用ストーブの模擬燃焼条件におけるバイオブリケットの硫黄固定効果」（共著）,大気環境学会誌 43(5), 264-272, 2008
- 「有機エアロゾル生成へのアセトアルデヒドの影響評価」（共著）,大気環境学会年会講演要旨集 (49), 234, 2008
- 「2008年のスギ花粉飛散期におけるスギ花粉アレルゲンCry j 1含有粒子の飛散挙動」（共著）,大気環境学会年会講演要旨集 (49), 458, 2008
- 「北関東における高濃度光化学オキシダント発生時の気象特性の解析」（共著）,大気環境学会年会講演要旨集 (49), 270, 2008
- 「2007年夏季関東における微小粒子広域観測とモデリング(2)  AMSを用いた高時間分解粒子組成観測」（共著）,大気環境学会年会講演要旨集 (49), 378, 2008
- 「2007年夏季関東における微小粒子広域観測とモデリング(3)  AMSを用いた騎西ならびに前橋での粒子成分挙動の解析」（共著）,大気環境学会年会講演要旨集 (49), 379, 2008
- 「2007年夏季関東における微小粒子広域観測とモデリング(4)  炭素成分の時間的・空間的挙動」（共著）,大気環境学会年会講演要旨集 (49), 380, 2008
- 「2007年夏季関東における微小粒子広域観測とモデリング(7)  3次元モデルで計算される有機炭素収支」（共著）,大気環境学会年会講演要旨集 (49), 383, 2008
- 「加熱脱着-GC/MS法によるディーゼル排気粒子中多環芳香族炭化水素類の分析」（共著）,大気環境学会年会講演要旨集 (49), 561, 2008
- 「黄砂粒子上への低濃度SO₂及びHFの沈着」（共著）,大気環境学会年会講演要旨集 (49), 542, 2008
- 「道路沿道大気中に存在する超微粒子の変異原性へのNitro-PAHsの寄与」（共著）,大気環境学会年会講演要旨集 (49), 487, 2008
- 「2007年夏季関東における微小粒子広域観測とモデリング(8)  広域大気シミュレーションによる再現性検証」（共著）,大気環境学会年会講演要旨集 (49), 384, 2008
- 「群馬県前橋市における春季および冬季の炭素性エアロゾルの観測」（共著）,大気環境学会年会講演要旨集 (49), 283, 2008
- 「中国農村部の厨房・暖房用エネルギー消費に関する検討」（共著）,日本エネルギー学会大会講演要旨集 (17), 332-333, 2008
- 「自動測定機による環境大気常時監視システムの維持」,環境技術 ENVIRONMENTAL CONSERVATION ENGINEERING 37(7), 453-456, 2008
- 「スギ花粉飛散期における飛散花粉数およびアレルゲン含有微小粒子状物質の高濃度出現の時系列的挙動差異」（共著）,エアロゾル研究 Journal of aerosol research 23(2), 120-126, 2008
- 「PMF法を用いた有機エアロゾル質量スペクトルの事例解析」（共著）,大気環境学会誌 43(3), 161-172, 2008
- 「わが国における微小粒子に関する検討状況について」,大気環境学会誌 43(3), i-ii, 2008
- "Photocatalytic degradation of gaseous toluene in an ultrasonic mist containing TiO2 particles" , （共著）,CATALYSIS COMMUNICATIONS 9(2), 281-285, 2008
- 「ディーゼル重量車からの規制・未規制大気汚染物質排出量と排出傾向」（共著）,大気環境学会誌 43(1), 67-78, 2008
- 「大気環境の改善と健康影響に関する調査研究--人為起源炭化水素からのエアロゾル生成に対する自然起源炭化水素の影響」（共著）,埼玉大学地域オープンイノベーションセンター紀要 (1), 96-102, 2008
- 「エアロゾル排出係数に関する研究 -バイオマス燃焼による排出粒子(ECとOC)の測定について」（共著）,埼玉大学地域オープンイノベーションセンター紀要 (1), 91-95, 2008
- 「自動車関連の微小粒子生成に関する研究」（共著）,埼玉大学地域オープンイノベーションセンター紀要 (1), 83-90, 2008
- 「黄砂粒子と大気汚染ガス成分の反応機構解明に関する研究」（共著）,埼玉大学地域オープンイノベーションセンター紀要 (1), 106-111, 2008
- 「埼玉県都市部、道路端および山間部におけるスギ花粉アレルゲン含有粒子状物質の飛散挙動に関する研究」（共著）,大気環境学会誌 42(6), 362-368, 2007
- 「廃棄石炭利用バイオブリケットのガス化へのバイオマス混合粒径の影響」（共著）,石炭科学会議発表論文集 (44), 100-101, 2007
- 「関西地域におけるVOC組成と発生源寄与の季節変動」（共著）,大気環境学会誌 42(4), 219-233, 2007
- 「中国の農村部家庭部門におけるエネルギー需要分析」（共著）,日本エネルギー学会大会講演要旨集 (16), 342-343, 2007
- 「中国の民生家庭部門におけるエネルギー消費実態調査」（共著）,日本エネルギー学会大会講演要旨集 (16), 340-341, 2007
- 「光触媒含有超音波霧を活用した空気浄化技術」（共著）,超音波techno 19(4), 62-67, 2007
- 「都市大気汚染対策を検証する  -最近のディーゼル自動車排出ガス対策と都市大気汚染の変化」,環境情報科学 36(1), 3-8, 2007
- 「黄砂汚染の謎に迫る -黄砂粒子が与える地球環境への影響」,化学 62(3), 33-37, 2007
- 「環境クズネッツ曲線からみた東アジアの大気環境と都市化問題」（共著）,エネルギーシステム・経済・環境コンファレンス講演論文集 23, 147-150, 2007
- 「廃木材と鶏糞の炭化処理昇温速度およびその炭化物着火特性に関する研究」（共著）,廃棄物学会研究発表会講演論文集 18(0), 177, 2007
- "Airborne behavior of suspended particulate matters containing Japanese cedar pollen allergens in urban, roadside and mountain areas of Saitama, Japan" , （共著） , 大気環境学会誌 42(6), 362-368, 2007
- "Seasonal Characteristics of VOC Compositions and Source Apportionment in the Kansai Area, Japan" , （共著） , 大気環境学会誌 42(4), 219-233, 2007
- 「大気汚染防止法の10年と今後」,資源環境対策 Journal of resources and environment 42(16), 27-32, 2006
- 「光触媒含有霧を利用したガス状汚染物質の分解に対する諸因子影響の調査」（共著）,ソノケミストリー討論会講演要旨集 (15), 33-34, 2006
- 「揮発性有機化合物(VOCs)とは何か  排出現状と規制の必要性」,空気清浄 JOURNAL OF JAPAN AIR CLEANING ASSOCIATION 44(3), 129-138, 2006
- 「廃棄石炭利用バイオブリケットのガス化へのバイオマス添加割合による影響」（共著）,日本エネルギー学会大会講演要旨集 (15), 369-370, 2006
- 「光化学大気汚染に関する最近の知見」,資源環境対策 42(11), 26-34, 2006
- 「道路近傍大気中における超微小粒子の挙動」（共著）,埼玉大学紀要. 工学部 第1編 第1部 論文集 39, 171-178, 2006
- 「超微小粒子測定装置(UFPC)を用いた道路近傍および建物屋内外におけるPM2.5ならびに超微小粒子の粒径別数濃度測定」（共著）,エアロゾル研究 21(2), 137-146, 2006
- 「非海塩由来塩化物イオン沈着物に対する廃棄物焼却施設の影響」（共著）,大気環境学会誌 41(3), 135-143, 2006
- 「さいたま市における初冬季の微小粒子中のレボグルコサンと炭素成分」（共著）,エアロゾル研究 Journal of aerosol research 21(1), 38-44, 2006
- 「埼玉大学環境報告書の作成に向けて」,埼玉大学廃液処理施設報 (19), 1-4, 2006
- 「環境クズネッツ曲線からみた中国の大気環境と都市化問題」（共著）,エネルギーシステム・経済・環境コンファレンス講演論文集 22, 55-58, 2006
- "The Influence of Waste Incinerators on the Deposition Flux of Non-sea Salt Chloride Ion." , （共著）, 大気環境学会誌 41(3), 135-143, 2006
- 「持続性のある成熟した社会と大気環境基準」,空気清浄 JOURNAL OF JAPAN AIR CLEANING ASSOCIATION 43(4), 247-248, 2005
- 「廃棄石炭利用バイオブリケットのガス化」（共著）,石炭科学会議発表論文集 (42), 15-16, 2005
- 「超音波霧化を利用したガス状汚染物質の光触媒分解に関する研究」（共著）,ソノケミストリー討論会講演要旨集 (14), 76-78, 2005
- 「光触媒と超音波を併用した有機物の分解  中間生成物の分解速度からみた併用効果」（共著）,ソノケミストリー討論会講演要旨集 (14), 10-12, 2005
- 「ガスクロマトグラフィー/負イオン化学イオン化タンデム質量分析法による大気浮遊粒子中のニトロアレーン及び3-ニトロベンズアントロンの定量」（共著）,分析化学 54(8), 685-691, 2005
- 「ソノケミストリー 光触媒を併用した水中有機物質の超音波分解 -中間生成物の分解速度からみた光触媒の添加効果」（共著）,超音波techno 17(4), 24-29, 2005
- 「関東地域都市部に飛散するスギ花粉への大気汚染物質の沈着」（共著）,埼玉大学紀要. 工学部 第1編 第1部 論文集 38, 81-89, 2005
- 「光イオン化法を用いた超微小粒子用荷電濃縮捕集装置の開発」（共著）,化学工学会　研究発表講演要旨集 2005(0), 93, 2005
- 「酸性土壌改良材としてのバイオブリケット燃焼灰の有効利用」（共著）,環境科学会誌 Environmental science 17(6), 431-438, 2004
- 「廃棄石炭利用バイオブリケットのガス化」（共著）,石炭科学会議発表論文集 (41), 115-116, 2004
- 「光触媒を併用した水中有機汚染物質の超音波分解  分解率に与える触媒量と周波数の影響」（共著）,ソノケミストリー討論会講演要旨集 (13), 103-105, 2004
- 「フッ素系液体(FC)/水エマルジョン溶媒中におけるトルエンの超音波/光触媒併用分解」（共著）,ソノケミストリー討論会講演要旨集 (13), 35-37, 2004
- 「中国における交通部門エネルギー消費と環境排出に関する分析・予測」（共著）,日本エネルギー学会大会講演要旨集 (13), 338-339, 2004
- 「アジア諸国における石炭利用技術導入可能性に関する分析」（共著）,日本エネルギー学会大会講演要旨集 (13), 314-315, 2004
- 「中国における石炭の民生利用の現状」（共著）,日本エネルギー学会大会講演要旨集 (13), 310-311, 2004
- 「廃棄石炭利用バイオブリケットのガス化」（共著）,日本エネルギー学会大会講演要旨集 (13), 298-299, 2004
- 「中国における省別部門別細分化エネルギー消費と環境排出に関する分析・予測モデルの開発」（共著）,研究発表会講演論文集 エネルギー・資源学会編 23, 49-52, 2004
- 「オゾン生成能を有する紫外光とチタニアを用いた気流中揮発性有機化合物の高効率分解」（共著）,埼玉大学紀要 工学部 (37), 55-60, 2004
- 「中国における鉄鋼製造エネルギー消費の現況分析及びその国際比較」（共著）,エネルギーシステム・経済・環境コンファレンス講演論文集 20, 395-398, 2004
- 「わが国を含めたアジア諸国のエネルギー需給構造に関する基礎的な分析と評価」（共著）,エネルギーシステム・経済・環境コンファレンス講演論文集 20, 99-102, 2004
- 「酸性土壌改良材としてのバイオブリケット燃焼灰の有効利用」（共著）,環境科学会誌 17(6), 431-438, 2004
- "Utilization of coal-biomass briquette combustion ash for soil improvement" , （共著）, 環境科学会誌 17(6), 431-438, 2004
- 「連続再生式DPFの排出ガス低減効果等について」（共著）,エアロゾル研究 18(3), 185-194, 2003
- 「近年中国におけるエネルギー消費状況の解析」（共著）,日本エネルギー学会大会講演要旨集 (12), 436-437, 2003
- 「アジア国別のエネルギー需給見通しにおける基礎的な分析」（共著）,日本エネルギー学会大会講演要旨集 (12), 432-433, 2003
- 「水生植物利用バイオブリケット燃焼灰の土壌改良剤としての評価」（共著）,日本エネルギー学会大会講演要旨集 (12), 394-395, 2003
- 「廃発泡スチロールとセメントを用いた吸音材上に固定した酸化チタン光触媒によるNOX除去」（共著）,大気環境学会誌 38(4), 227-235, 2003
- 「環境大気とディーゼル排気」,空気清浄 41(1), 4-13, 2003
- 「アイドリング時の排出実態およびアイドリング・ストップの効果」（共著）,大気環境学会誌 38(3), 190-204, 2003
- 「環境調和型地域開発科学の創成と国際的実践」,埼玉大学廃液処理施設報 (18), 9-15, 2003
- 「ディーゼル使用過程車からの有機炭素排出特性」（共著）,エアロゾル研究 18(1), 40-46, 2003
- 「アジア諸国におけるエネルギー需要量推定モデルの作成」（共著）,エネルギーシステム・経済・環境コンファレンス講演論文集 19, 479-482, 2003
- "Analyses on Accuracy and Sensitivity of Gray Energy Model" , （共著）, エネルギーシステム・経済・環境コンファレンス講演論文集 19, 399-404, 2003
- "NOx Removal with Titanium Dioxide Coating on Acoustic Material Composed of Waste Polystyrene Foam and Cement" , （共著）, 大気環境学会誌 38(4), 227-235, 2003
- "Emission Characteristics of the Idling-mode of Automobile Engines and the Reduction of Exhaust Gas Emissions Achieved by Stopping the Engine." , （共著）, 大気環境学会誌 38(3), 190-204, 2003
- 「初冬季副都市域におけるレボグルコサンの挙動」（共著）,大気環境学会年会講演要旨集 (44), 650, 2003
- 「道路端における移動発生源由来の浮遊粒子状物質について」（共著）,大気環境学会年会講演要旨集 (44), 631, 2003
- 「埼玉県北部域における PM2.5 中の水溶性イオン成分に関する検討」（共著）,大気環境学会年会講演要旨集 (44), 630, 2003
- 「酸性土壌へのバイオブリケット燃焼灰添加によるハツカダイコンの生長影響」（共著）,大気環境学会年会講演要旨集 (44), 615, 2003
- 「短波長UV光とTiO₂によるVOCsの光化学および光触媒分解に関する研究」（共著）,大気環境学会年会講演要旨集 (44), 590, 2003
- 「東アジア地域を対象とした大気汚染物質排出量推計 (10) 中国におけるセメント部門のエネルギー消費とその大気汚染物質排出量の現況分析と将来予測」（共著）,大気環境学会年会講演要旨集 (44), 572, 2003
- 「中国南川市における石炭のバイオブリケット化による健康影響に関する研究」（共著）,大気環境学会年会講演要旨集 (44), 568, 2003
- 「炭素分析における有機性炭素成分の炭化について」（共著）,大気環境学会年会講演要旨集 (44), 522, 2003
- 「大気中超微小粒子測定装置の開発と性能評価 (2) PM2.5および超微小粒子の大気動態評価」（共著）,大気環境学会年会講演要旨集 (44), 520, 2003
- 「大気中超微小粒子測定装置の開発と性能評価 (1) 装置概要および超微小粒子測定における基本性能」（共著）,大気環境学会年会講演要旨集 (44), 519, 2003
- 「埼玉県北部の大気降下物に対する幹線道路の影響」（共著）,大気環境学会年会講演要旨集 (44), 500, 2003
- 「黄砂粒子への二酸化硫黄の沈着に対する硝酸の影響」（共著）,大気環境学会年会講演要旨集 (44), 465, 2003
- 「中国土壌への酸性ガスの乾性沈着に関する研究」（共著）,大気環境学会年会講演要旨集 (44), 446, 2003
- 「粒子状物質中炭素成分の地域特性」（共著）,大気環境学会年会講演要旨集 (44), 284, 2003
- 「大気浮遊粒子中の1-ニトロピレンおよび多環芳香族炭化水素の粒径分布および季節変化」（共著）,環境化学 12(3), 599-607, 2002
- 「大気中の低分子量有機酸類の多成分定量分析」（共著）,大気環境学会年会講演要旨集 (43), 579, 2002
- 「東アジア地域を対象とした大気汚染物質排出量推計 （7） 産技術と対策技術シナリオによる将来予測」（共著）,大気環境学会年会講演要旨集 (43), 498, 2002
- 「光照射下における土壌モデル粒子表面上へのSO₂の沈着と硫酸塩生成」（共著）,大気環境学会年会講演要旨集 (43), 468, 2002
- 「東アジア地域を対象とした大気汚染物質排出量推計 （8） 都市化地域格差シナリオによる将来予測」（共著）,大気環境学会年会講演要旨集 (43), 338, 2002
- 「標準PAHガス/粒子の安定発生に関する研究  -散発生法によるPAHガスの連続発生」（共著）,大気環境学会年会講演要旨集 (43), 309, 2002
- 「バイオブリケット調製用バイオマスとしての水生植物の有効性の評価」（共著）,大気環境学会年会講演要旨集 (43), 263, 2002
- 「フッ素系溶媒を用いた難水溶性VOCの液相中光触媒分解」（共著）,大気環境学会年会講演要旨集 (43), 260, 2002
- 「廃発泡スチロール上に固定した酸化チタン光触媒によるNOx分解(2)  円筒型触媒によるNOxの除去」（共著）,大気環境学会年会講演要旨集 (43), 259, 2002
- 「東アジアのエネルギー消費, 温室効果ガス, 大気汚染物質排出量推計モデル分析  -中国の重化学工業の生産技術と燃焼技術に着目した将来シナリオ分析」（共著）,研究発表会講演論文集 エネルギー・資源学会編 21, 33-38, 2002
- 「中国における大気汚染物質と温室効果ガス排出量の将来動向と対策効果予測モデル分析 (4) 中国の人口構成と都市化度別消費水準動向を反映した将来シナリオ分析」（共著）,研究発表会講演論文集 エネルギー・資源学会編 21, 27-32, 2002
- 「中国における大気汚染物質と温室効果ガス排出量の将来動向と対策効果予測モデル分析 (3) 地域別・年齢別人口モデルとエネルギー消費量, CO₂排出量推計」（共著）,エネルギーシステム・経済・環境コンファレンス講演論文集  18, 573-578, 2002
- 「大気中微小粒子(PM2.5)質量濃度の測定」（共著）,大気環境学会誌 37(1), A1-A12, 2002
- "Size Distribution and Seasonal Variations in Concentrations of 1-Nitropyrene and Polycyclic Aromatic Hydrocarbons in Atmospheric Particulate Matter." , （共著）, 環境化学 12(3), 599-607, 2002
- 「大気浮遊粒子状物質発生源寄与の解析手法について」（共著）,CACS FORUM 22, 10-19, 2002
- "Development of an automatic continuous analyzer for water-soluble gases in air by combining an artifical lung with an ion chromatograph" , （共著）, Atomos. Environ.,36,441-448, 2002
- 「PM2.5質量濃度測定法の比較」（共著）,大気環境学会年会講演要旨集 (42), 535, 2001
- 「中国における鉄鋼業の大気汚染物質と温室効果ガス排出量将来動向予測と対策検討」（共著）,大気環境学会年会講演要旨集 (42), 524, 2001
- 「石炭燃焼時における室内汚染の軽減対策  -中国におけるブリケットの導入」（共著）,大気環境学会年会講演要旨集 (42), 523, 2001
- 「Lidarで観測した砂塵嵐データの解析」（共著）,大気環境学会年会講演要旨集 (42), 512, 2001
- 「発生した砂嵐の転送経路と北京への影響」（共著）,大気環境学会年会講演要旨集 (42), 511, 2001
- 「廃発泡スチロール上に固定した酸化チタン光触媒によるNOx分解」（共著）,大気環境学会年会講演要旨集 (42), 485, 2001
- 「北京市におけるSO₂とO₃の乾性沈着」（共著）,大気環境学会年会講演要旨集 (42), 435, 2001
- 「PM2.5粒子中の化学成分の測定」（共著）,大気環境学会年会講演要旨集 (42), 356, 2001
- 「アカマツ群落内における水溶性エアロゾル成分の粒径分布」（共著）,大気環境学会年会講演要旨集 (42), 280, 2001
- 「蛍光X線を用いた森林大気エアロゾル中の硫黄の分析」（共著）,大気環境学会年会講演要旨集 (42), 279, 2001
- 「大気環境動態の解明と汚染制御に関する研究」,大気環境学会年会講演要旨集 (42), 48-51, 2001
- 「中国における大気汚染物質と温室効果ガス排出の将来動向と対策効果予測モデルの分析(2) 地域エネルギー消費と排出量推計モデル」（共著）,研究発表会講演論文集  Japan Society of Energy and Resources 20, 473-478, 2001
- 「中国における大気汚染物質と温室効果ガス排出量の将来動向と対策効果予測モデル分析(1) 地域別基礎活動量推計モデル」（共著）,研究発表会講演論文集 Japan Society of Energy and Resources 20, 467-472, 2001
- 「大気エアロゾルの計測と分析」,エアロゾル研究 16(1), 13-14, 2001
- 「酸性雨原因物質の排出制御に関する研究 (Ⅳ)  中国重慶市におけるバイオブリケット生産のためのバイオマスに関する研究」（共著）,大気環境学会誌 36(2), 78-87, 2001
- 「農林産業廃棄物利用石炭のクリーン燃料化とその燃焼灰による酸性雨地域の土壌改良に関する研究」,地球環境研究 (48), 103-118, 2001
- 「Summer School 空気汚染の制御技術について」（共著）,CACS FORUM 21, 22-25, 2001
- 「温暖化ガス排出抑制のための燃料開発に関する研究」（共著）,埼玉大学地域共同研究センター紀要 (2), 2-10, 2001
- "Studies on dry deposition of SO₂-NOX onto loess" , Water, Air & Soil Pollut ,130,541-546, 2001
- 「石炭バイオブリケットの燃焼特性と硫黄固定効果に関する研究」（共著）,エアロゾル研究 15(4), 364-371, 2000
- 「ディーゼルパティキュレートフィルタ(DPF)による排出ガス性状の改善」（共著）,エアロゾル研究 15(4), 344-352, 2000
- 「局所空間の超クリーン化」（共著）,大気環境学会年会講演要旨集 (41), 540, 2000
- 「光触媒による有機ガス除去機構の検討」（共著）,大気環境学会年会講演要旨集 (41), 539, 2000
- 「メキシコシティにおける光化学大気汚染機構の解析」（共著）,大気環境学会年会講演要旨集 (41), 491, 2000
- 「重慶市におけるバイオブリケット使用による健康影響の改善に関する調査」（共著）,大気環境学会年会講演要旨集 (41), 411, 2000
- 「アカマツ群落内における水溶性エアロゾル成分の粒径分布」（共著）,大気環境学会年会講演要旨集 (41), 405, 2000
- 「北京市における二酸化硫黄の乾性沈着」（共著）,大気環境学会年会講演要旨集 (41), 404, 2000
- 「黄土へのNOX-SO₂の乾性沈着に対する湿度影響」（共著）,大気環境学会年会講演要旨集 (41), 403, 2000
- 「人工肺による大気中ガス状汚染物質の自動連続測定装置の開発」（共著）,大気環境学会年会講演要旨集 (41), 392, 2000
- 「大気中アルデヒド類の自動分析計の開発」（共著）,大気環境学会年会講演要旨集 (41), 391, 2000
- 「1998年初冬期の北京市内におけるフィルターパック法による高度別大気観測結果」（共著）,大気環境学会年会講演要旨集 (41), 372, 2000
- 「中国少数民族大学生を対象とする大気汚染防止のための啓発活動」（共著）,大気環境学会年会講演要旨集 (41), 371, 2000
- 「途上国向けの石炭バイオブリケット(緑色豆炭)生産技術の実用化」（共著）,大気環境学会年会講演要旨集 (41), 370, 2000
- 「バイオブリケット燃焼によるCO₂排出抑制に関する基礎的研究」（共著）,大気環境学会年会講演要旨集 (41), 369, 2000
- 「大気中微小粒子の酸性度とPAHの測定」（共著）,大気環境学会年会講演要旨集 (41), 294, 2000
- 「パッシブサンプラーによるエアロゾル捕集の検討」（共著）,大気環境学会年会講演要旨集 (41), 230, 2000
- 「中国低品位石炭の有効利用のための日中共同乾式選炭の開発研究」（共著）,大気環境学会年会講演要旨集 (41), 213, 2000
- 「石炭クリーン燃焼化(乾式選炭とバイオブリケット)による、SO₂,CO₂の排出抑制に関する研究」（共著）,大気環境学会年会講演要旨集 (41), 212, 2000
- 「バイオブリケット燃焼時における酸性ガスの排出抑制」（共著）,大気環境学会年会講演要旨集 (41), 211, 2000
- 「大気中微小粒子の一次発生と二次生成」,空気清浄 38(2), 65-75, 2000
- 「人工肺による気流中SO₂の捕集」（共著）,大気環境学会誌 35(4), 242-249, 2000
- 「酸性雨原因物質の排出制御に関する研究　(Ⅲ)  石炭ならびにバイオブリケット燃焼エアロゾル中の化学組成および酸性雨への関与」（共著）,エアロゾル研究 15(1), 50-57, 2000
- 「酸性雨原因物質の排出制御に関する研究　(Ⅱ)  中国重慶市におけるバイオブリケット化による硫黄酸化物の排出制御に関する研究」（共著）,大気環境学会誌 35(2), 124-131, 2000
- 「日中環境協力の一例 -大気汚染制御」,埼玉大学廃液処理施設報 (15), 14-17, 2000
- 「日本のエネルギー需給動向分析を例としたグレーモデルの検証」（共著）,エネルギーシステム・経済・環境コンファレンス講演論文集 16, 91-96, 2000
- 「石炭燃焼に伴う大気汚染(SO₂、粉じん)制御技術としてバイオブリケットの開発と実用化 -開発途上国での利用を目的として」（共著）,環境研究 (119), 4-10, 2000
- "Collection of Sulfur Dioxide in Gas Stream Using Artificial Lung."　, （共著）, 大気環境学会誌 35(4), 242-249, 2000
- 「長期吸入実験後の肺内に沈着したディーゼル粒子の定量」（共著）,エアロゾル研究 14(4), 329-337, 1999
- 「大気中微小粒子の測定と問題点」,環境と測定技術 26(12), 75-83, 1999
- 「ヒドリド移動を選択的に駆動する光触媒」（共著）,CACS FORUM (19), 2-8, 1999
- 「UV光を利用した空気中VOCの除去に関する研究」（共著）,大気環境学会年会講演要旨集 (40), 540, 1999
- 「重慶地域における室内外の環境汚染物質の測定と暴露量の推定」（共著）,大気環境学会年会講演要旨集 (40), 538, 1999
- 「北京市における二酸化硫黄の乾性沈着速度」（共著）,大気環境学会年会講演要旨集 (40), 488, 1999
- 「人工肺による大気中ガス状汚染物質の濃縮測定方法の開発に関する研究」（共著）,大気環境学会年会講演要旨集 (40), 466, 1999
- 「石炭バイオブリケットに関する燃焼実験および日中共同評価研究」（共著）,大気環境学会年会講演要旨集 (40), 456, 1999
- 「中国低品位石炭の有効利用のための静電気方式による乾式選炭装置の開発」（共著）,大気環境学会年会講演要旨集 (40), 455, 1999
- 「初冬期の中国北京市内の大気中ガス状および粒子状硫黄酸化物の濃度」（共著）,大気環境学会年会講演要旨集 (40), 427, 1999
- 「中国における石炭バイオブリケット(緑色豆炭)生産技術の実用化」（共著）,大気環境学会年会講演要旨集 (40), 423, 1999
- 「土壌へのO₃,SO₂の乾性沈着」（共著）,大気環境学会年会講演要旨集 (40), 313, 1999
- 「中国土壌へのNOX-SO₂の乾性沈着に関する研究」（共著）,大気環境学会年会講演要旨集 (40), 312, 1999
- 「アカマツ群落における硫酸エアロゾル濃度の高度分布」（共著）,大気環境学会年会講演要旨集 (40), 296, 1999
- 「アカマツ群落内における硫酸エアロゾル生成の可能性について」（共著）,大気環境学会年会講演要旨集 (40), 295, 1999
- 「アカマツ群落におけるオゾンの沈着速度」（共著）,大気環境学会年会講演要旨集 (40), 294, 1999
- 「バイオブリケット燃焼灰の有効利用に関する基礎的研究」（共著）,大気環境学会年会講演要旨集 (40), 267, 1999
- 「中国砂漠地域おける粒径別大気エアロゾル化学組成と酸緩衝能力」（共著）,エアロゾル研究 14(3), 248-256, 1999
- 「大型車や小型車の道路走行により発生するタイヤ磨耗粉じんの大気粒子状物質への寄与」（共著）,エアロゾル研究 14(3), 242-247, 1999
- 「熱分解アルキル化-GC法を利用した大気粒子状物質捕集ろ紙試料からのジカルボン酸の直接定量法の開発」（共著）,大気環境学会誌 34(5), 376-385, 1999
- 「ガスと粒子の分別測定について」,空気清浄 37(2), 169-175, 1999
- 「大気エアロゾル簡易サンプラーの研究」（共著）,エアロゾル科学・技術研究討論会 16, 90-92, 1999
- 「黄砂粒子上におけるSO₂-NOxの乾性沈着に関する研究」（共著）,エアロゾル科学・技術研究討論会 16, 81-83, 1999
- 「畑地での微小粒子の乾性沈着」（共著）,エアロゾル科学・技術研究討論会 16, 72-74, 1999
- 「大気中カルボン酸のガス粒子分布に関する研究(Ⅲ)」（共著）,エアロゾル科学・技術研究討論会 16, 69-71, 1999
- 「土壌モデル粒子上における大気中SO₂の沈着・酸化反応への光照射の影響」（共著）,エアロゾル科学・技術研究討論会 16, 43-44, 1999
- 「微小液滴によるガス状汚染物質の除去に関する基礎的研究」（共著）,エアロゾル科学・技術研究討論会 16, 10-11, 1999
- 「クリームルーム内ガス状汚染物質の粒子化除去」（共著）,エアロゾル科学・技術研究討論会 16, 7-9, 1999
- 「中国土壌中Ca, Mgの分布特徴およびその大気中酸性物質との関係」（共著）,エアロゾル研究 14(2), 171-180, 1999
- 「中国重慶市における酸性雨原因物質の排出制御に関する研究 -石炭のバイオブリケット化による石炭燃焼からの硫黄酸化物排出の効果的抑制」（共著）,エアロゾル研究  14(2), 162-170, 1999
- 「灰色システムモデル理論による中国のエネルギー消費量とCO₂排出量の予測」（共著）,研究発表会講演論文集  18, 111-116, 1999
- 「発展途上国向けの環境酸性化物質の排出抑制技術の開発 -地域完結循環型環境保全対策について」,空気清浄 37(1), 11-18, 1999
- 「都市環境におけるシュウ酸のガス粒子分布の測定」（共著）,エアロゾル研究 14(1), 40-45, 1999
- 「中国重慶における森林の林内雨に対する酸性沈着の影響」（共著）,大気環境学会誌 34(2), 53-64, 1999
- "The Effect of Acid Precipitation on the Throughfall of the Forests Canopies in Chongqing, China." , （共著） , 大気環境学会誌 34(2), 53-64, 1999
- "Study on emission control for precursors causing acid rain in Chongqing China : sulfur fixation using bio-briquette technology" , J. Aerosol Res.,Jpn.,14,162-170, 1999
- 「東アジアにおける大気中微小粒子に関する最近の調査研究」,空気清浄 36(4), 258-266, 1998
- 「森林およびトウモロコシ群落中での硫酸エアロゾル濃度の高度分布と乾性沈着速度の見積もり」（共著）,大気環境学会年会講演要旨集 (39), 515, 1998
- 「畑地での微小粒子の乾性沈着」（共著）,大気環境学会年会講演要旨集 (39), 514, 1998
- 「重慶実証プラントによる脱硫・脱硝可能な石炭バイオブリケット」（共著）,大気環境学会年会講演要旨集 (39), 372, 1998
- 「中国低品位石炭における静電気選炭装置の研究開発」（共著）,大気環境学会年会講演要旨集 (39), 370, 1998
- 「低濃度HFの発生及び石炭バイオブリケット燃焼気中フッ化物の測定」（共著）,大気環境学会年会講演要旨集 (39), 369, 1998
- 「重慶市の酸性雨原因物質制御のための低灰分のバイオブリケット製造に適したバイオマスの選定」（共著）,大気環境学会年会講演要旨集 (39), 368, 1998
- 「植物群落における大気汚染物質の沈着速度 (Ⅱ) トウモロコシ群落におけるO₃とSO₂の沈着速度」（共著）,大気環境学会年会講演要旨集 (39), 339, 1998
- 「シュウ酸のガス -粒子分布とフィルターアーティファクト」（共著）,大気環境学会年会講演要旨集 (39), 297, 1998
- 「大気中カルボン酸のガス/粒子分布に関する研究 Ⅱ」（共著）,大気環境学会年会講演要旨集 (39), 296, 1998
- 「中国の環境問題と人材養成」（共著）,大気環境学会年会講演要旨集 (39), 170-171, 1998
- 「UV/触媒とUV/光電子法を利用したガス状汚染物質ならびに微粒子の同時除去技術」（共著）,エアロゾル研究 13(3), 222-229, 1998
- 「南関東平野における初冬季の大気粒子状物質中の塩化物の挙動と起源」（共著）,エアロゾル研究 13(3), 216-221, 1998
- 「中国南西地域の石炭燃焼によるSO₂対策」（共著）,EICA 3(2), 187-194, 1998
- 「中国重慶試作バイオブリケットに関する燃焼特性実験Ⅱ」（共著）,エアロゾル科学・技術研究討論会 15, 290-292, 1998
- 「バイオブリケット燃焼排気ガス中酸性物質のガス/粒子分布に関する研究」（共著）,エアロゾル科学・技術研究討論会 15, 287-289, 1998
- 「中国重慶市低品位石炭における乾式選炭の基礎調査」（共著）,エアロゾル科学・技術研究討論会 15, 284-286, 1998
- 「石炭燃焼エアロゾルの化学特性及びその酸性雨への関与」（共著）,エアロゾル科学・技術研究討論会 15, 281-283, 1998
- 「中国におけるPM10とPM2.5の汚染状況に関する研究」（共著）,エアロゾル科学・技術研究討論会 15, 278-280, 1998
- 「中国におけるPM10とPM2.5の酸性度に関する研究」（共著）,エアロゾル科学・技術研究討論会 15, 275-277, 1998
- 「中国土壌中Caの分布特徴と大気エアロゾルや降水の酸性度」（共著）,エアロゾル科学・技術研究討論会 15, 272-274, 1998
- 「中国砂漠地域における大気エアロゾル汚染特性及び化学組成の解析」（共著）,エアロゾル科学・技術研究討論会 15, 266-268, 1998
- 「トルエン/NOX/空気系の光化学反応による有機エアロゾル生成への共存炭化水素の影響」（共著）,エアロゾル科学・技術研究討論会 15, 206-208, 1998
- 「オゾン-シクロヘキセンの不均一酸化」（共著）,エアロゾル科学・技術研究討論会 15, 204-205, 1998
- 「黄砂粒子による亜硫酸の液相光酸化」（共著）,エアロゾル科学・技術研究討論会 15, 195-197, 1998
- 「黄砂への二酸化硫黄の乾性沈着に関する研究」（共著）,エアロゾル科学・技術研究討論会 15, 192-194, 1998
- 「石炭-バイオマス成型炭利用による地域完結型総合環境保全対策」（共著）,エアロゾル科学・技術研究討論会 15, 180-182, 1998
- 「揮発性有機化合物のUV光照射による微粒子化による除去に関する研究」（共著）,エアロゾル科学・技術研究討論会 15, 173-175, 1998
- 「光触媒とO₃分解触媒による短波長UV光照射下でのVOCの分解除去」（共著）,エアロゾル科学・技術研究討論会 15, 155-157, 1998
- 「光触媒によるVOCの除去」（共著）,エアロゾル科学・技術研究討論会 15, 153-154, 1998
- 「大気エアロゾル用簡易サンプラーの研究 -中国工業都市での利用」（共著）,エアロゾル科学・技術研究討論会 15, 82-84, 1998
- 「大気環境中のSPM, PM2.5濃度と化学組成」（共著）,エアロゾル科学・技術研究討論会 15, 79-81, 1998
- 「UV/光電子法による多分散粒子の帯電法とその利用」（共著）,エアロゾル科学・技術研究討論会 15, 67-69, 1998
- 「大気中カルボン酸のガス粒子分布に関する研究」（共著）,エアロゾル科学・技術研究討論会 15, 55-57, 1998
- 「都市における大気エアロゾルの酸性度と多環芳香族炭化水素濃度の測定」（共著）,エアロゾル科学・技術研究討論会 15, 49-51, 1998
- 「軽油性状のディーゼルエンジン排出物質への影響 (2)  燃料中の芳香族種類が排気中の粒子状物質と半揮発性物質の性状に及ぼす影響」（共著）,大気環境学会誌 33(4), 262-271, 1998
- 「軽油性状のディーゼルエンジン排出物質への影響 (1)  硫黄分, 芳香族分が粒子状物質と半揮発性物質の性状に及ぼす影響」（共著）,大気環境学会誌 33(4), 250-261, 1998
- 「UV/光電子法によるガスと粒子の同時除去 -局所空間の超クリ-ン化」（共著）,エバラ時報 (180), 3-14, 1998
- 「光触媒を用いたUV/光電子法による密閉空間の超清浄化」（共著）,エアロゾル研究 13(2), 110-118, 1998
- 「短波長UV光の複合的利用と空気清浄化技術への応用」（共著）,エアロゾル研究 13(1), 54-55, 1998
- 「中国重慶市における大気硫黄化合物の乾性沈着について」（共著）,エアロゾル研究 13(1), 44-50, 1998
- 「大気中カルボン酸のガス粒子分布に関する研究」（共著）,第15回エアロゾル科学 技術研究討論会, 55-57, 1998
- 「光触媒とUV/光電子法によるガスと微粒子の同時除去」（共著）,空気清浄 35(3), 169-176, 1997
- 「光化学反応を用いた揮発性有機化合物の微粒子化による除去に関する研究」（共著）,エアロゾル科学・技術研究討論会 14, 189-191, 1997
- 「複合炭化水素系からのエアロゾル生成」（共著）,エアロゾル科学・技術研究討論会 14, 172-174, 1997
- 「空気清浄化技術におけるUV光の複合的利用 -微粒子/微量ガス成分の同時除去への適用」（共著）,エアロゾル科学・技術研究討論会 14, 163-165, 1997
- 「クリーンルームにおけるガスと粒子の同時除去」（共著）,エアロゾル科学・技術研究討論会 14, 157-159, 1997
- 「中国瀋陽市の大気エアロゾルと石炭燃焼について」（共著）,エアロゾル科学・技術研究討論会 14, 139-141, 1997
- 「熱分解アルキル化-GC法を用いたジカルボン酸の分析」（共著）,エアロゾル科学・技術研究討論会 14, 133-135, 1997
- 「シクロへキセン/NOx/空気系の光化学反応によるエアロゾル生成に与えるトランス-2-ブテンの影響」（共著）,エアロゾル科学・技術研究討論会 14, 60-62, 1997
- 「三成分系炭化水素/NOx/空気系の光化学反応によるエアロゾル生成に与える共存炭化水素の影響」（共著）,エアロゾル科学・技術研究討論会 14, 57-59, 1997
- 「黄砂への二酸化硫黄の沈着-黄砂由来の土壌の酸中和能について」（共著）,エアロゾル科学・技術研究討論会 14, 54-56, 1997
- 「アニューラーデニューダシステムを用いた気体状/粒子状の酸性/塩基性成分の測定」（共著）,エアロゾル科学・技術研究討論会 14, 27-29, 1997
- 「中国重慶の大気エアロゾルについて」（共著）,エアロゾル科学・技術研究討論会 14, 21-23, 1997
- 「DMA中和器内でのSO₂粒子化に与えるO₃の影響」（共著）,エアロゾル研究 12(2), 130-134, 1997
- 「中国における大気エアロゾル酸性度と酸性化に対する緩衝能力」（共著）,エアロゾル研究 12(2), 96-102, 1997
- 「中国福建省南部における大気エアロゾルの汚染特徴および酸性雨への関与」（共著）,大気環境学会誌 32(3), 204-215, 1997
- "Pollution Characteristic of Atmospheric Aerosol and Its Relations to Acid Rain at the Southern Area of Fujian Province in China." , （共著） , 大気環境学会誌 32(3), 204-215, 1997
- 「紫外光を用いたガス状汚染物質の除去技術」（共著）,空気清浄 34(4), 283-290, 1996
- 「光化学反応による微粒子化を利用したガス状汚染物質の除去に関する研究 -窒素酸化物とベンゼン, トルエン, キシレンの除去」（共著）,エアロゾル研究 11(4), 349-356, 1996
- 「光化学反応による微粒子化を利用したガス状汚染物質の除去に関する研究 -窒素酸化物とシクロヘキセンの除去」（共著）,エアロゾル研究 11(3), 220-225, 1996
- 「石炭バイオブリケット技術による脱硫可能性の研究」,第37回大気環境学会 282, 1996
- 「UV/光電子法による清浄空間中発塵の除去」（共著）,エアロゾル科学・技術研究討論会 12, 150-151, 1995
- 「負イオンによるアメニテイおよびリフレッシュ」（共著）,エアロゾル科学・技術研究討論会 12, 120-122, 1995
- 「光化学反応を利用したNOx及び炭化水素ガスの微粒子化に関する研究」（共著）,エアロゾル科学・技術研究討論会 12, 40-42, 1995
- 「初冬季の大気粒子状物質中の塩化物の起源」（共著）,エアロゾル科学・技術研究討論会 12, 10-12, 1995
- 「クリーンルーム空気中の有機物による表面汚染」（共著）,空気清浄 33(1), 16-21, 1995
- 「機器分析におけるピーク相互情報量の利用」（共著）,The Journal of chemical software 2(3), 125-134, 1995
- 「屋外, 屋内大気環境における鋼の腐食特性の比較」（共著）,環境科学会誌 Environmental science 8(1), 35-46, 1995
- 「エネルギーと大気汚染」,化学と教育 43(2), 88-90, 1995
- "Comparative Study on Atmospheric Corrosion of Steel in Indoor and Outdoor Environments." , （共著）, 環境科学会誌 8(1), 35-46, 1995
- 「大容量計量管を用いた多次元ガスクロマトグラフィーによる自動車排出ガス中の炭化水素成分の分析法の開発」（共著）,分析化学 43(10), 785-789, 1994
- 「加熱ステンレスシリンジを用いた自動車排出ガス中の炭化水素分析用捕集装置の試作」（共著）,分析化学 43(6), 467-470, 1994
- 「高分解能質量分析計による自動車排出ガス中のメタノールの連続測定」（共著）,分析化学 43(1), 67-69, 1994
- 「深刻化するアジアの環境問題 -東アジアの大気汚染と酸性雨」,エネルギーと資源 15, 582-588, 1994
- "Spatial Distributions of Ambient Aerosol Acidity in Early Winter at South-Kanto Area, Japan." , （共著） , 環境科学会誌 7(3), 237-244, 1994
- "Chemical Characteristics of Dust Particles in the Heavy Gust Broken Out at Gansu, China on 5th May 1993." , （共著） , 環境化学 4(4), 857-861, 1994
- "Determination of Particulate .ALPHA.,.OMEGA.-Dicarboxylic Acids in the Ambient Air. Primary Emission and Secondary Formation" , （共著） , 環境化学 4(4), 871-880, 1994
- "Generating Method of Low Concentration Gaseous Hydrogen Fluoride" , （共著）, 大気汚染学会誌 29(5), 278-285, 1994
- "Determination of Tire Tread Pyrolyzates, Thiophenes in Suspended Particulate Matter" , （共著）, 大気汚染学会誌 29(1), 9-15, 1994
- "Atmospheric Pollution and Meteorology" , エアロゾル研究 9(2), 92, 1994
- 「土壌と道路粉塵中の炭酸塩の地域的変動およびその大気エアロゾル酸性度との関連」（共著）, エアロゾル研究 9(4), 345-353, 1994
- "Primary emission and secondary formation of aliphatic and aromatic aldehydes in the summer season's ambient air." , （共著）, 環境化学 3(4), 729-737, 1993
- 「UV/光電子法による微粒子の拡散荷電を利用した密閉空間の超清浄化」（共著）,エアロゾル研究 8(4), 315-324, 1993
- 「光電子による密閉空間の超清浄化」（共著）,エアロゾル研究 8(3), 239-248, 1993
- "Super Cleaning of Space by Photoelectric Charging and Collecting Unit." , （共著） , エアロゾル研究 8(1), 54-57, 1993
- "Air Pollution and Acid Rain in China" , MACRO REVIEW 5(1), 49-56, 1992
- 「光電子による空間の高清浄化」（共著）,エアロゾル研究 7(3), 245-247, 1992
- "Evaluation of Automatic Sampling System for Gas Chromatograph and Measurement of Automotive Emissions" , （共著）, 大気汚染学会誌 26(6), 392-404, 1991
- 「地球環境とエアロゾル　酸性雨と大気エアロゾル」,エアロゾル研究 6(2), 129-136, 1991
- "The state of the atmospheric pollution in China." , 燃料協会誌 69(4), 246-258, 1990
- 「中国の大気汚染 -光化学スモッグと酸性雨」,安全工学 28(1), p2-10, 1989
- 「エチレン化学発光法によるオゾン測定に対する酸素,アルゴン及び二酸化炭素の干渉」（共著）,分析化学 37(7), 371-375, 1988
- "Analysis of Carbonaceous Components in Atmospheric Aerosols" , エアロゾル研究 2(4), 263-270, 1987
- 「大気汚染における炭素粒子の重要性と大気粒子状物質中の炭素成分に関する研究」,CACS FORUM 6, 14-22, 1986
- "Analysis of Carbon Component in Aerosol and Its Standardization" , Environmental Conservation Engineering 15, 699-712, 1986
- 「ガス/粒子の同時分別測定」,産業公害 22, 174-181, 1986
- "Measurements of Particulate Carbon Concentration and Estimation of Secondary Formation of Organic Particulate Matter in Ambient Air over the Tokyo Metropolitan Area" , （共著）, 大気汚染学会誌 21(1), 52-59, 1986
- "Chemical Composition of Particulate Air Pollutants"　, （共著）, 大気汚染学会誌 21(2), 83-103, 1986
- 「コンピューター制御二次導関数法分光光度計による精製空気及び高純度窒素中の一酸化窒素の定量」（共著）,分析化学 33(2), 90-94, 1984
- "A Simple Measurement Method of Light Intensity for Photoirradiation Experiment Using Silicon Photocell" , （共著）, 大気汚染学会誌 16(1), 54-58, 1981